# Karl Keller
Karl Keller (também grafado como Carl Keller; Munique, 25 de abril de 1839 — Munique, 3 de novembro de 1928) foi um engenheiro mecânico alemão.
Foi reitor da Universidade de Karlsruhe.